# Antonio González Velázquez
Pour les articles homonymes, voir Antonio González, González et Velasquez (homonymie).
Antonio González Velázquez (né à Madrid en 1723 et mort en 1793 dans la même ville) est un peintre espagnol.

## Biographie
Antonio González Velázquez, fils du sculpteur Pablo González Velázquez (es) et le frère du peintre Luis González Velázquez et de l'architecte et peintre Alejandro González Velázquez. Il est bénéficiaire d'une bourse de l'Académie royale des beaux-arts de San Fernando qui lui permet d'étudier la peinture à Rome, de 1747 à 1752, auprès de Corrado Giaquinto. 
En 1748, l'année suivant son arrivée en Italie, il réalise la décoration de l'église Santissima Trinità degli Spagnoli, sise Via Condotti à Rome, dans le rione Champ de Mars. Il peint les tableaux Le bon pasteur, Le Pape Innocent III donne l'habit aux premiers Trinitaires et Saint Jean de Matha rencontre Saint Félix de Valois pour les murs, des fresques, relatant la vie d'Abraham, pour la coupole et Moïse et trois autres prophètes pour les pendentifs. Ces œuvres lui valent une certaine notoriété.
Antonio González Velázquez retourne en Espagne en 1752 où, auréolé de ce prestige, il est choisi, sur proposition de l'architecte Ventura Rodríguez, pour la décoration de la coupole, de forme elliptique, de la Santa Capilla del Pilar, dans la basilique de Nuestra Señora del Pilar de Saragosse. Il dessine les croquis préparatoires, aidé de son maître italien et exécute les fresques, dont les thèmes sont La Sainte-Chapelle et l'apparition de la Vierge du Pilier et Les quatre femmes principales de la Bible, inaugurées en 1753.
À Madrid, il participe, avec son frère Luis, à la décoration de l'église du Monastère royal de l'Incarnation. En 1757, son prestige ayant augmenté, il est nommé peintre de cour du roi Ferdinand VI et, à ce titre, il prend part à la décoration du Palais royal de Madrid, peignant à fresques le plafond de l'antichambre de la reine Marie-Barbara de Portugal. 
En France, le Musée des Beaux-Arts de Quimper possède une esquisse Christophe Colomb offrant le Nouveau Monde aux Rois Catholiques (www.linternaute.com) pour un plafond de ce palais.
Sa carrière artistique culmine en 1765, avec sa nomination comme directeur de l'Académie royale des beaux-arts de San Fernando. Il travaille jusqu'à la fin de sa vie, intervenue en 1793, avec, entre autres Francisco Bayeu, dans la création de cartons pour la Fabrique royale de tapisserie, dont la production, sous la direction d'Anton Raphael Mengs, atteint alors son niveau le plus élevé.
Il a un fils, Zacarías González Velázquez, qui est également peintre, a étudié à l'Académie royale des beaux-arts de San Fernando et a travaillé à la Fabrique royale de tapisserie.